# Пирке, Клеменс
Барон Кле́менс Пе́тер фон Пирке́ (нем. Clemens Peter Freiherr von Pirquet, 12 мая 1874, Вена — 28 февраля 1929, там же) — австрийский педиатр и иммунолог; предложил накожный диагностический тест на туберкулёз («реакция Пирке»), а также ввёл понятие «аллергия».

## Биография
Потомок дворянского рода из Льежского епископства; его предок Жан Мартен Пирке командовал вооружёнными силами епископства и получил дворянство в 1742 году. Петер Мартин Пирке де Мердага поступил в 1799 году в австрийскую армию и в 1818 году за военные заслуги получил баронский титул.
Клеменс Пирке окончил венскую частную школу Терезианум (1892), изучал теологию в Инсбрукском университете и философию в Лёвенском университете. Затем решил посвятить себя медицине, учился в Вене и Кёнигсберге и в 1900 году получил докторскую степень в Грацском университете. Затем стажировался как педиатр в Берлине под руководством Отто Хойбнера. Работал в первой в Вене детской больнице Святой Анны, первоначально как ассистент Теодора Эшериха.
В 1908 году габилитирован, после чего отправился в США и в течение двух лет преподавал педиатрию в Университете Джонса Хопкинса. Отклонив предложение остаться в стране, вернулся в Европу и в 1910—1911 гг. преподавал в Бреслау, после чего вернулся в Вену и занял освободившуюся после смерти его учителя Эшериха кафедру педиатрии в клинике Венского университета; оставался на этом посту до конца жизни.
28 февраля 1929 года Пирке с женой совершил двойной суицид, приняв цианид калия; предположительно причиной этого стала болезнь жены.

## Научные достижения
В 1906 году Клеменс фон Пирке предложил использовать для обозначения необычной, изменённой реактивности организма на действие различных факторов внешней среды термин «аллергия» (греч.  άλλος ("другое") и έργο ("работа организма") — реакция на чужое).
В 1907 году Клеменс предложил использовать туберкулин для проведения кожных проб с целью выявления инфицирования человека микобактериями туберкулеза.